# Amicencyrtus
Amicencyrtus is een geslacht van vliesvleugeligen uit de familie Encyrtidae. De wetenschappelijke naam van dit geslacht is voor het eerst geldig gepubliceerd in 1981 door Hayat.

## Soorten
Het geslacht Amicencyrtus is monotypisch en omvat slechts de volgende soort:
- Amicencyrtus obscurus Hayat, 1981